# Gazzetta del Popolo

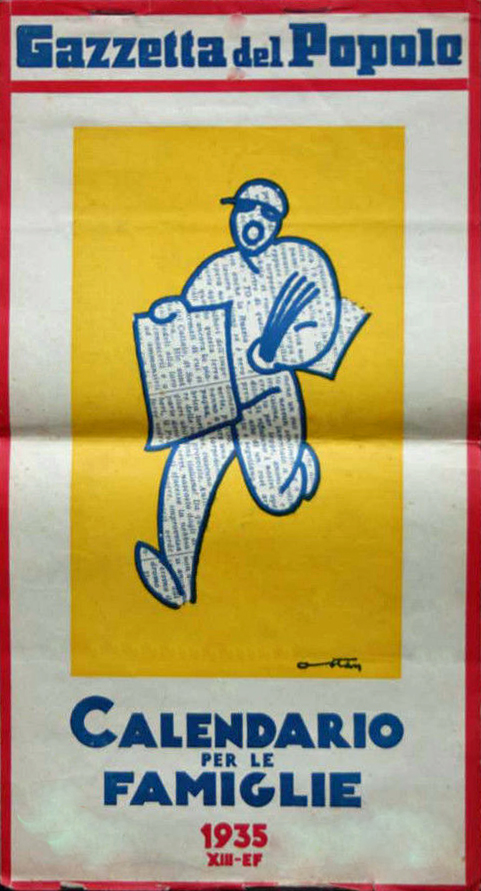
Calendrier édité en 1935.

La Gazzetta del Popolo, littéralement Journal du peuple, est un ancien quotidien italien, basé à Turin.

## Historique
Il est fondé le 16 juin 1848 par Felice Govean (1819-1898), Giambattista Bottero (1822-1897) et Alessandro Borella (1815-1898).
Il cesse de paraître le 31 décembre 1983 après 135 ans d'existence.